# 3354 맥네어
3354 맥네어(3354 McNair)는 소행성대에 속하는 소행성이다. 1984년 로웰 천문대의 에드워드 보웰이 발견했으며 챌린저 우주왕복선 폭발사고로 희생된 우주비행사 맥네어의 이름을 따서 명명되었다. 베스타를 위시한 베스타족과 비슷한 궤도를 공전하고 있으나 스펙트럼에 차이가 많아 베스타족으로는 분류되지 않고 있다.